# Museo della cosmonautica
Il Museo della Cosmonautica (Музей Космонавтики) è un museo di Mosca, in Russia, dedicato all'esplorazione spaziale. È situato alla base del Monumento ai conquistatori dello spazio a nord-est della città. Il museo contiene un'ampia varietà di opere e riproduzioni legate allo spazio che raccontano la storia del volo e dell'esplorazione spaziale, dell'astronomia, della tecnologia spaziale.
La collezione del museo è composta da circa 85.000 oggetti e ospita circa 300.000 visitatori all'anno.

## Storia
Il museo venne inaugurato il 10 aprile 1981 per commemorare il 20º anniversario del giorno in cui Jurij Gagarin divenne il primo uomo a orbitare nello spazio intorno alla Terra..
In origine il museo era incentrato quasi esclusivamente sul programma spaziale sovietico, in particolare su persone e argomenti come Gagarin, Sergej Korolëv, Sputnik, Programma Sojuz e Programma Buran.
Nel 2009 il museo venne riaperto dopo 3 anni di opere di ricostruzione che ne avevano triplicato l'ampiezza originale e aggiunto sezioni dedicati a programmi spaziali di altre parti del mondo, come quelli statunitense, europeo, cinese e l'ISS.

## Galleria d'immagini

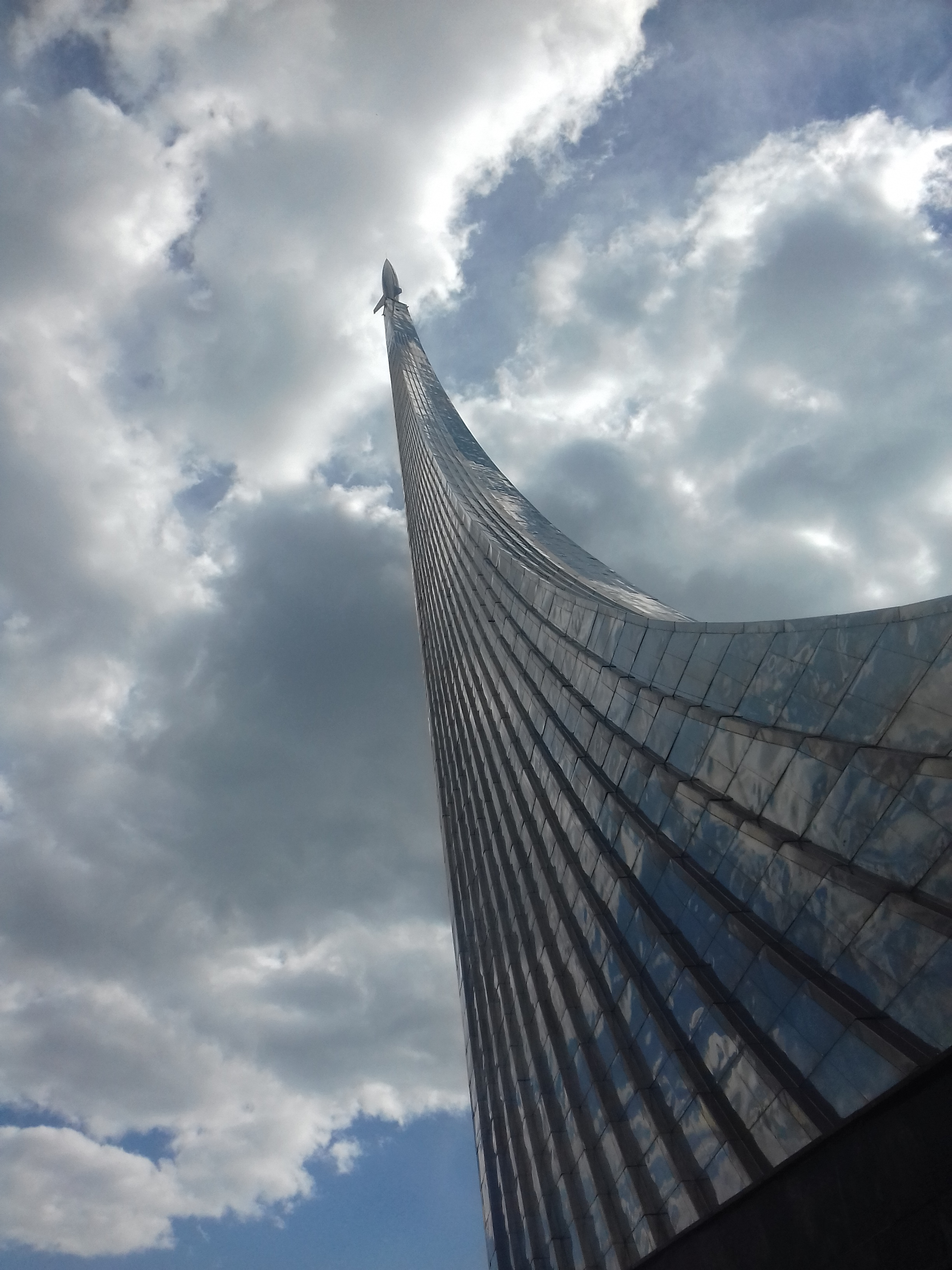
Il monumento ai conquistatori del cosmo, situato sopra la struttura del museo
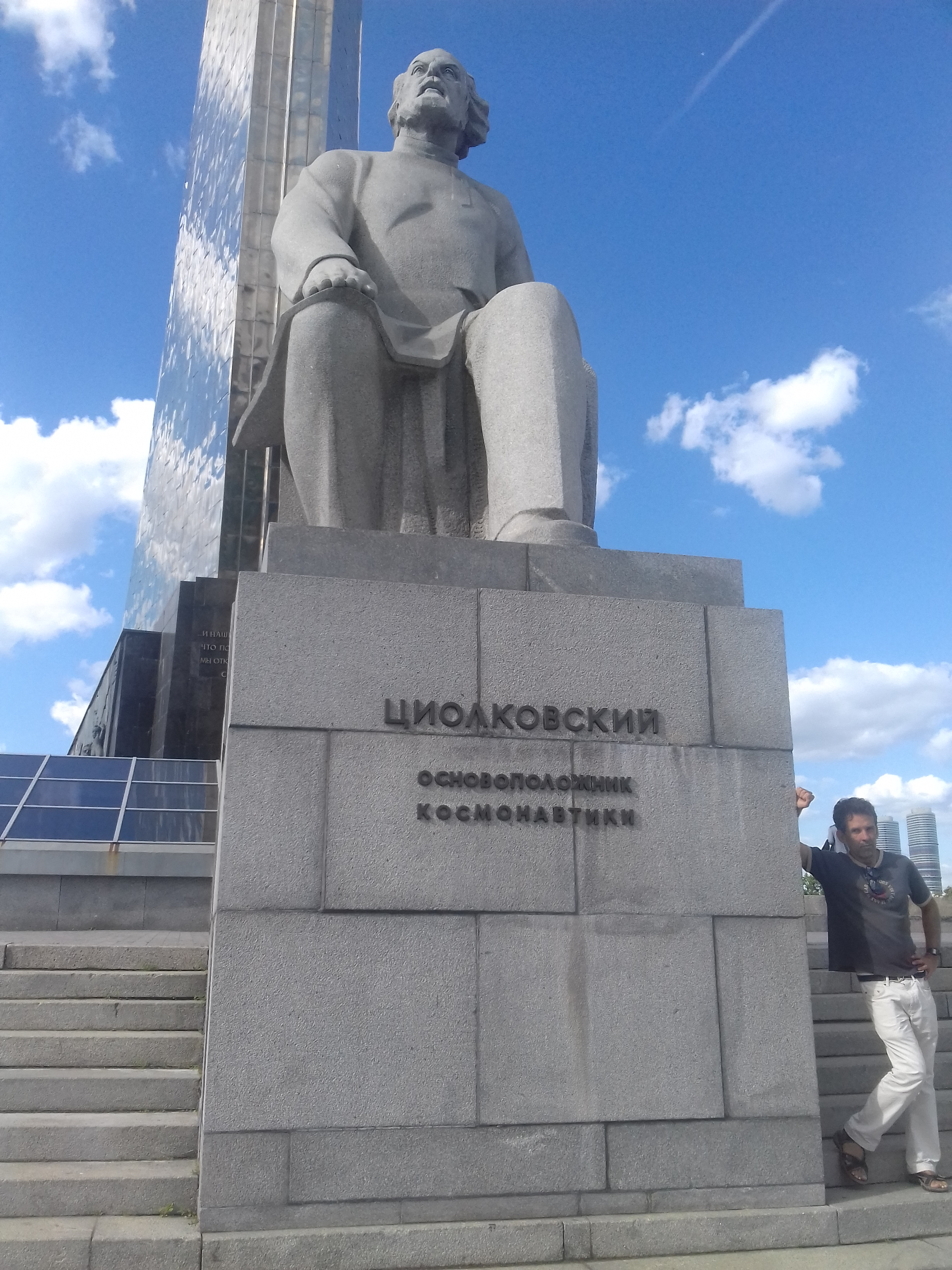
La Statua di Konstantin Eduardovic Tziolkovskji, situata alla base del monumento ai conquistatori del Cosmo, sopra l'ingresso del Museo
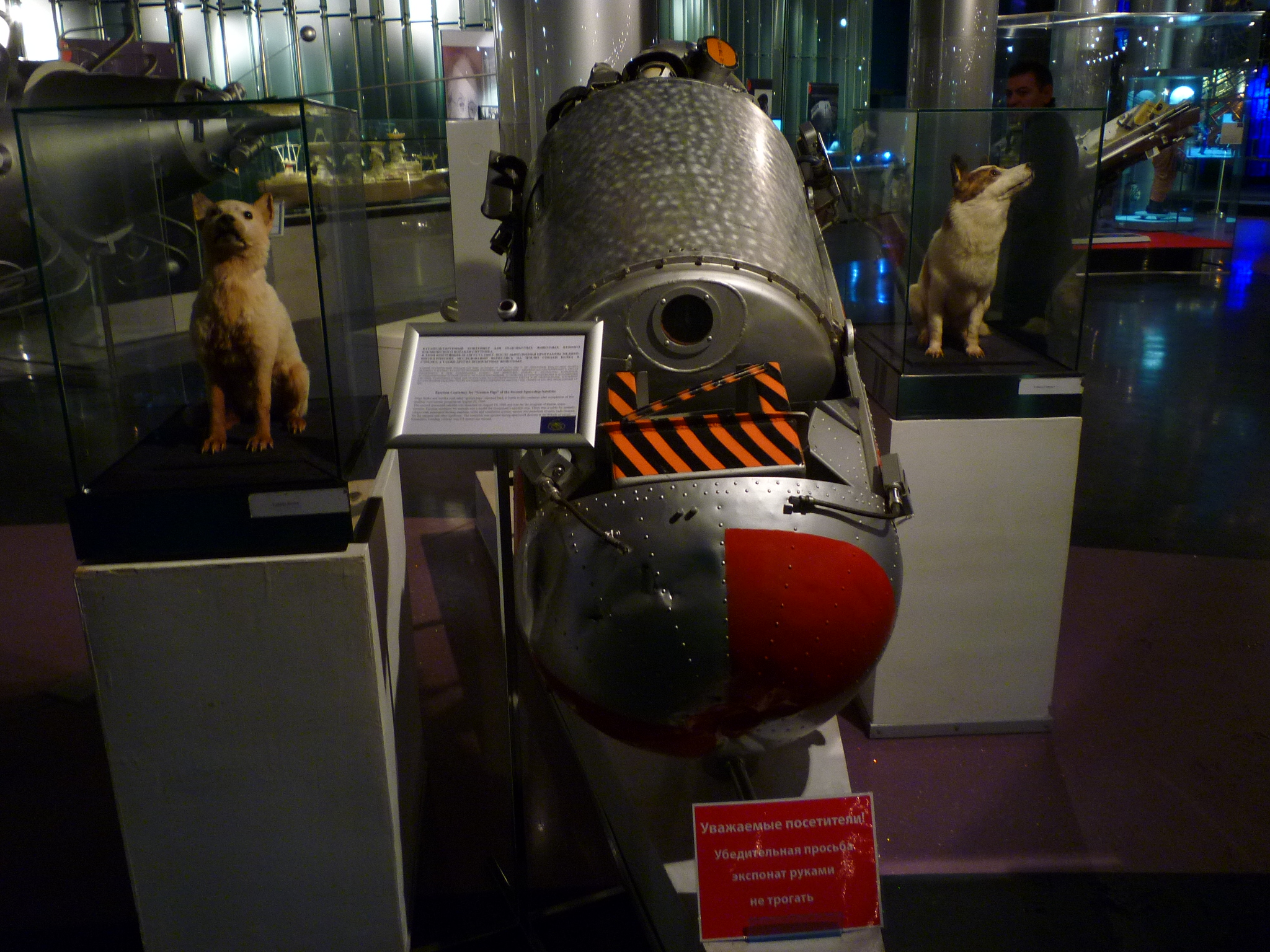
Belka e Strelka nel Museo dei Cosmonauti
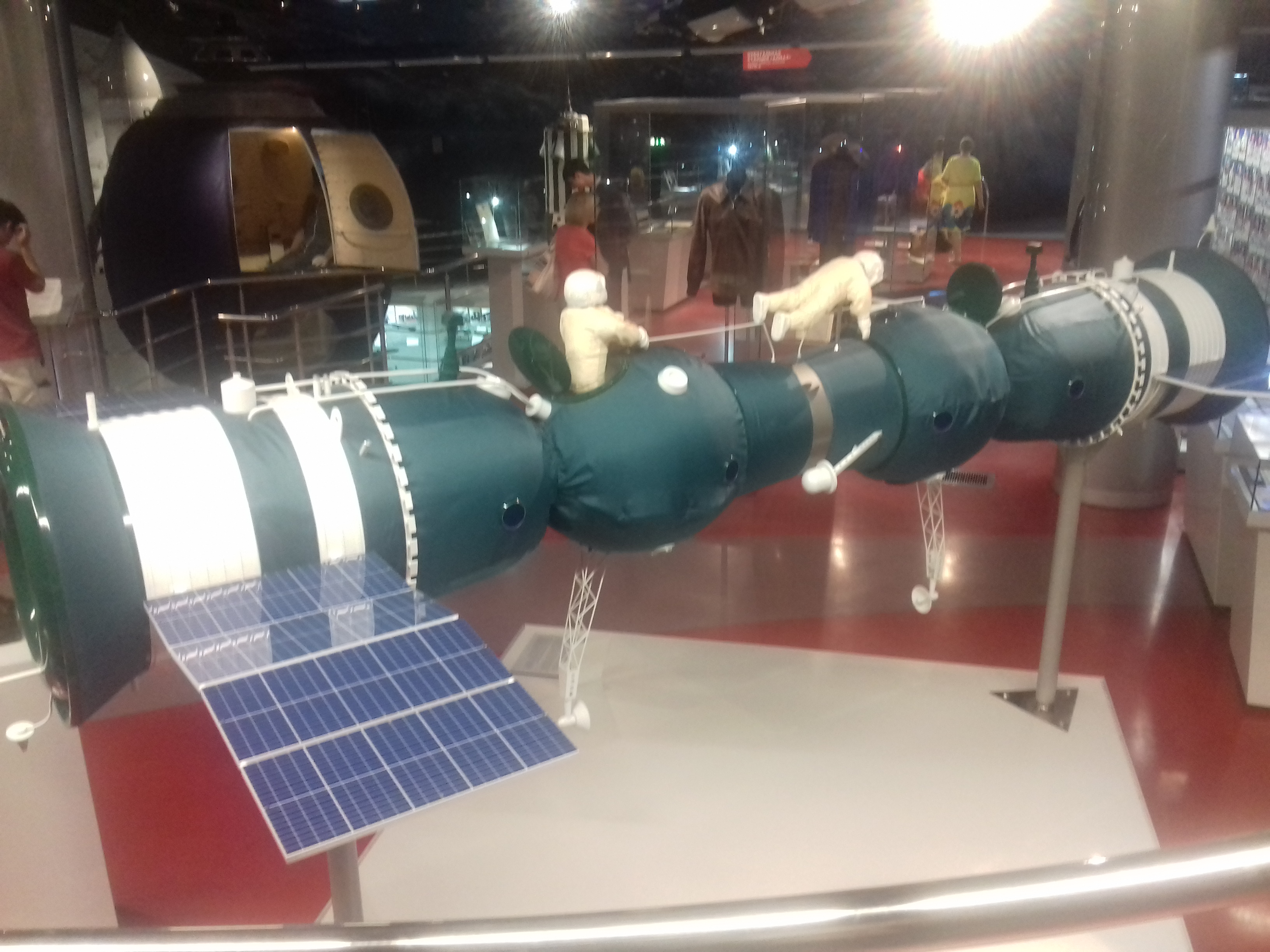
Modello delle Sojuz 4 e 5 agganciate mentre i cosmonauti effettuano il trasbordo
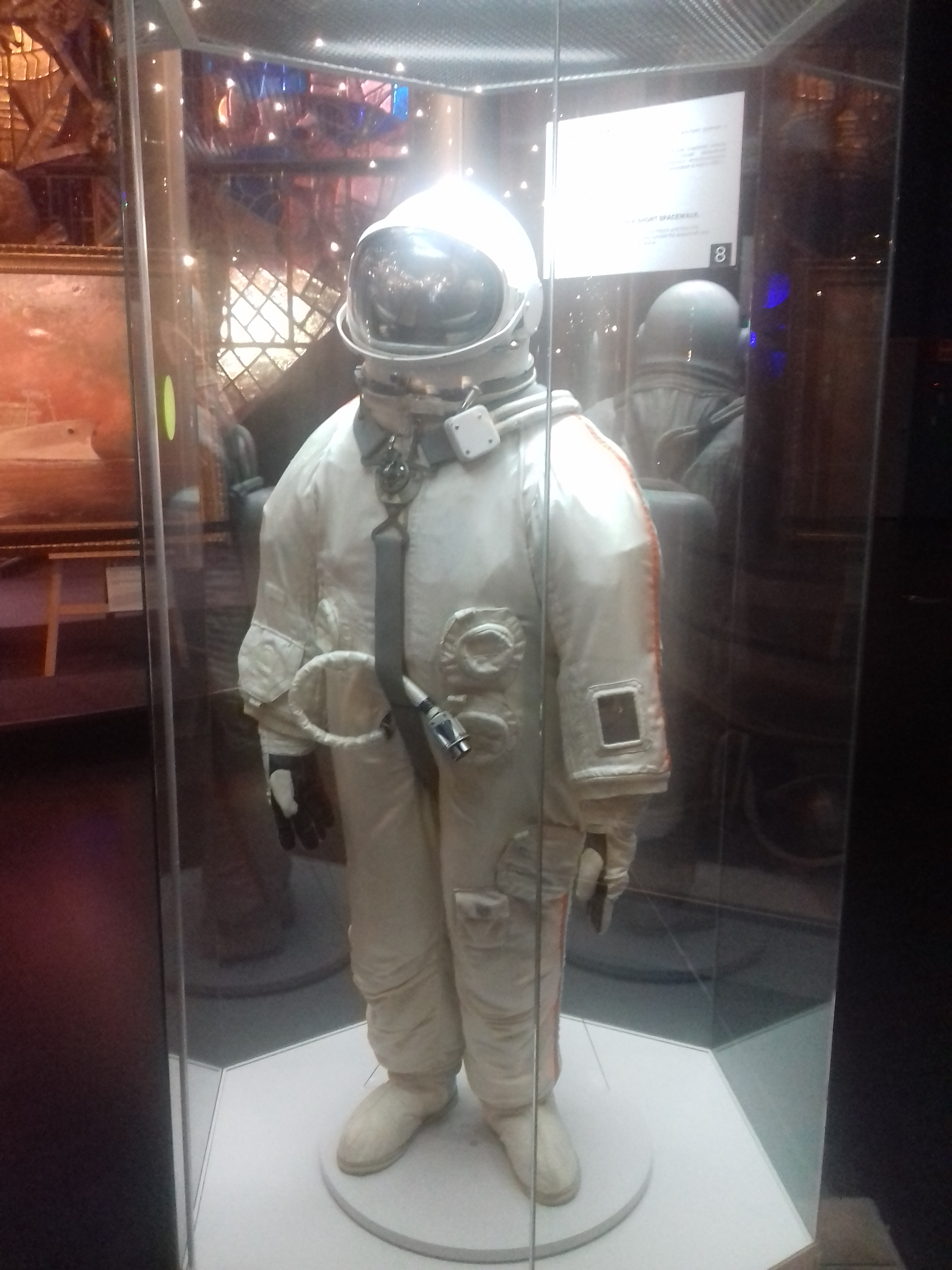
La tuta Berkut usata da Alexei Leonov
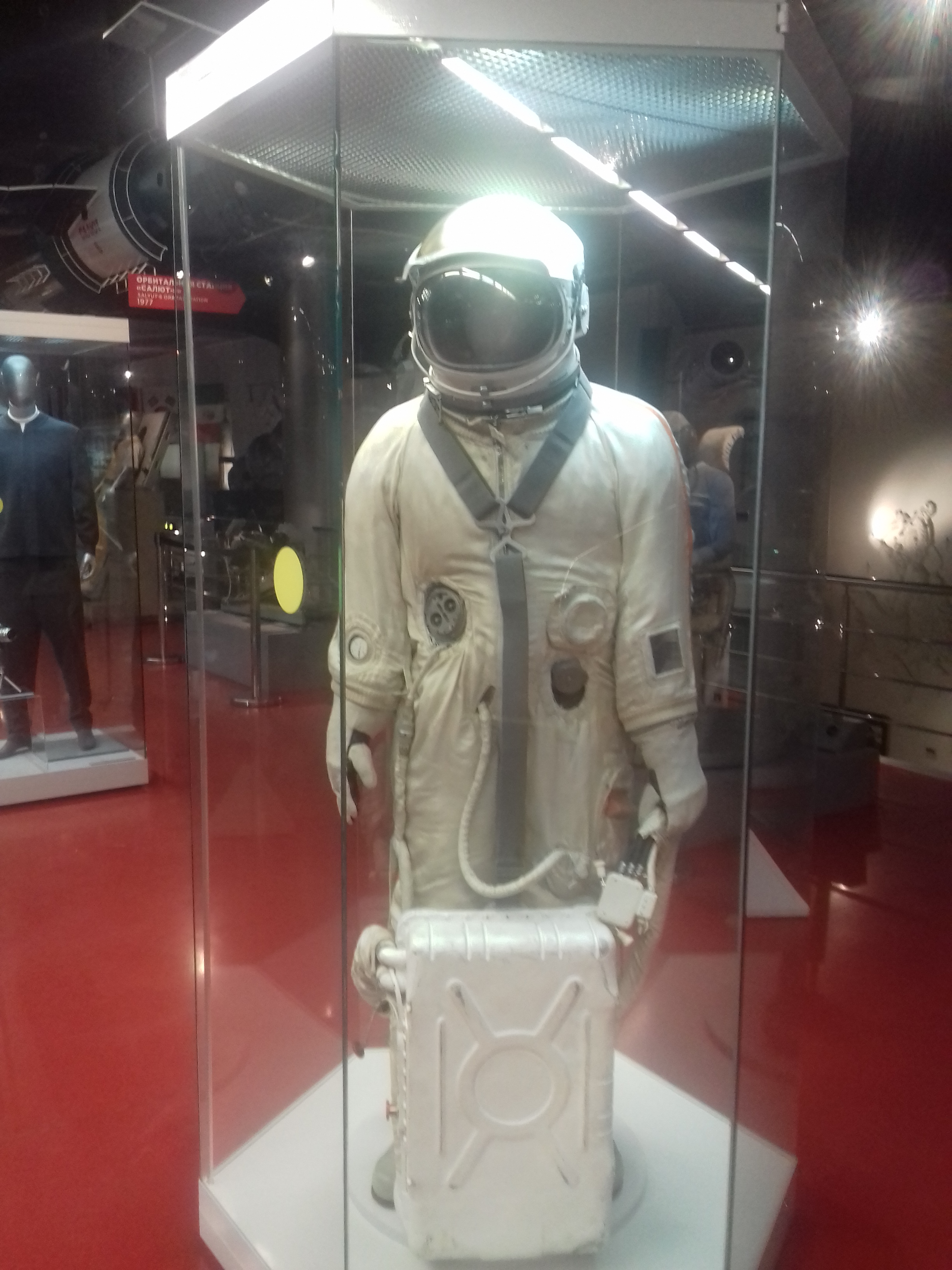
La tuta Jastreb come quella usata dai cosmonauti della Sojuz-5
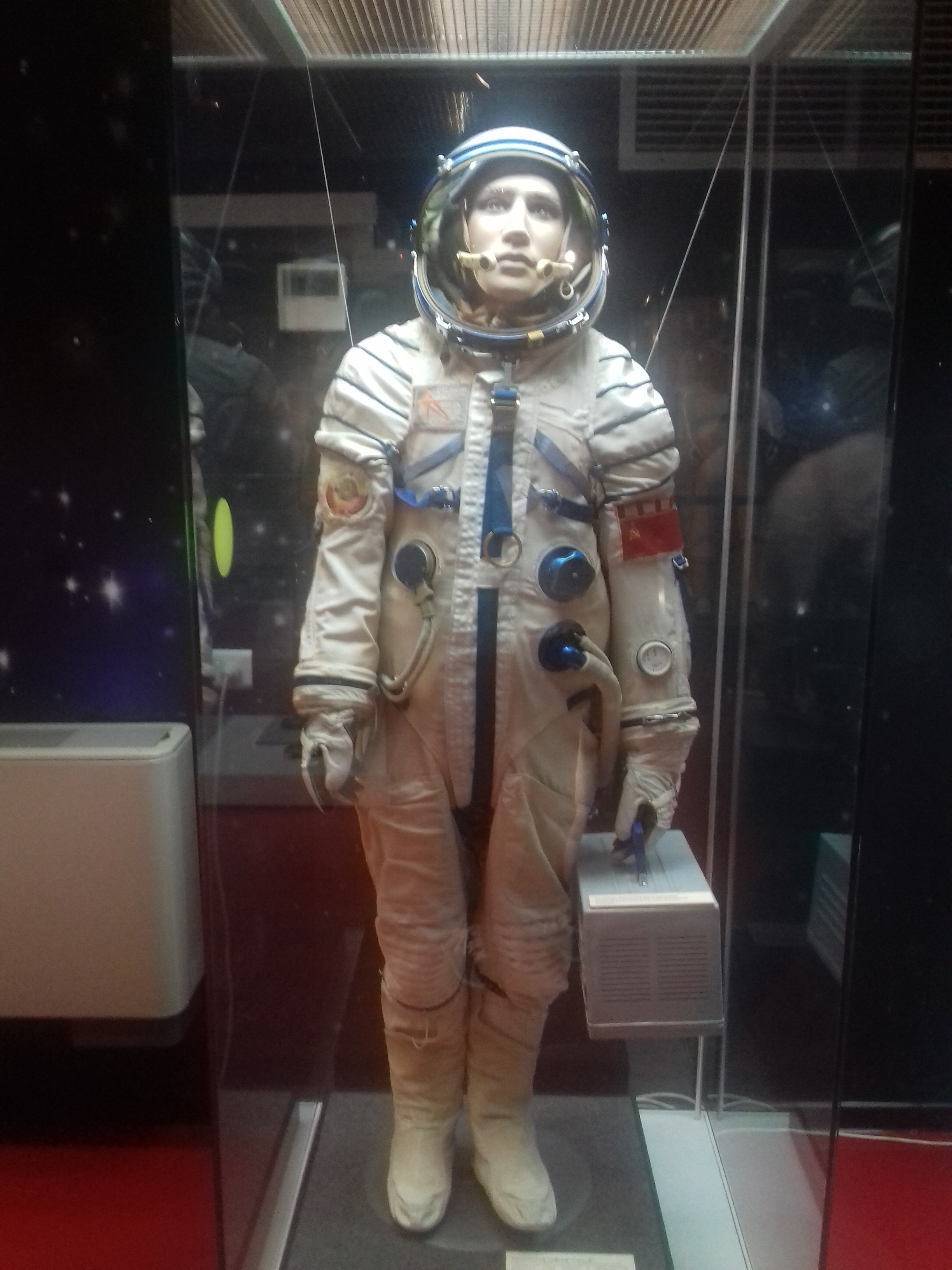
La tuta Sokol, ancora in uso sulle Sojuz per le attività di lancio e rientro
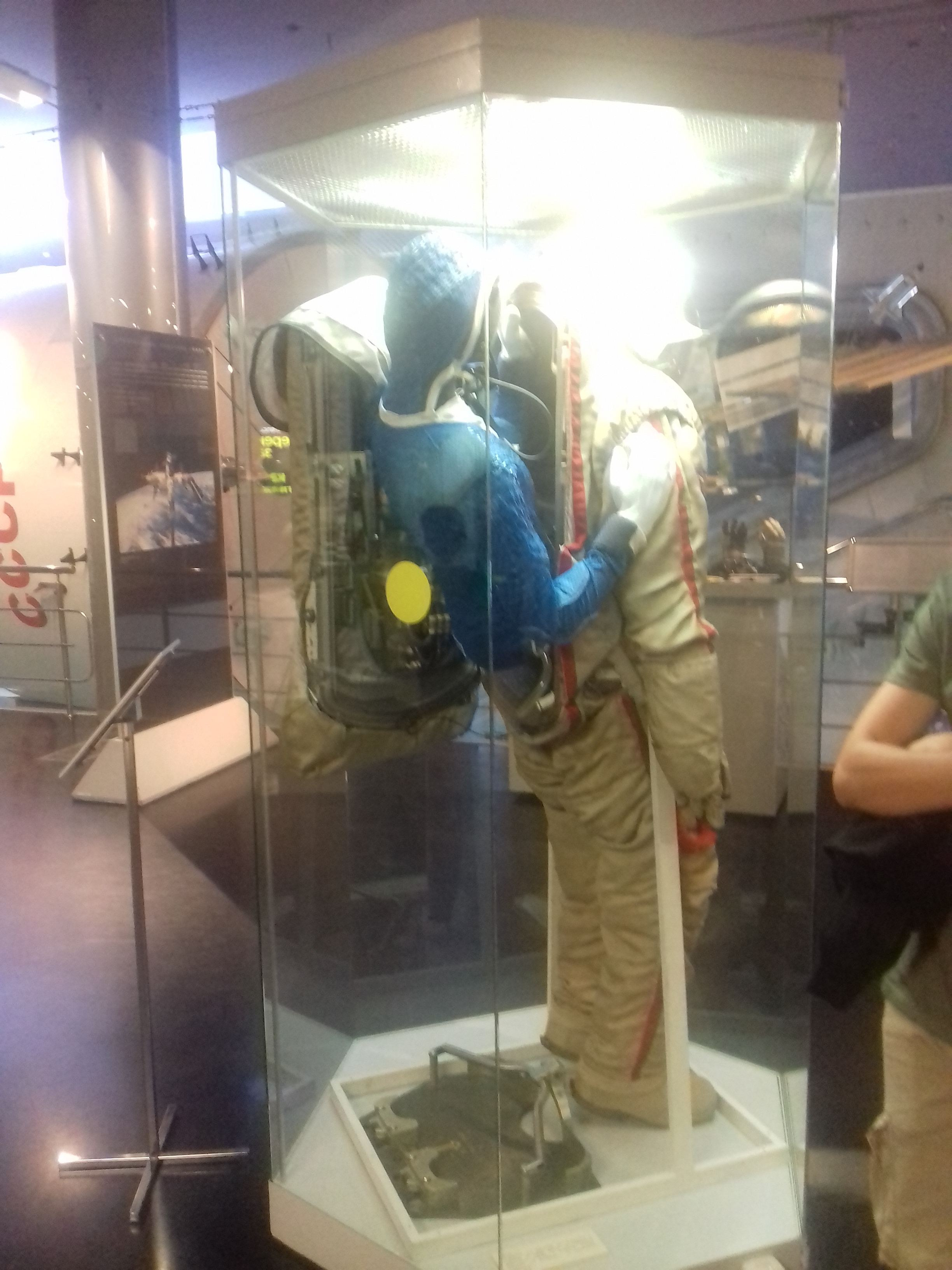
Come si entra in una Tuta Orlan...
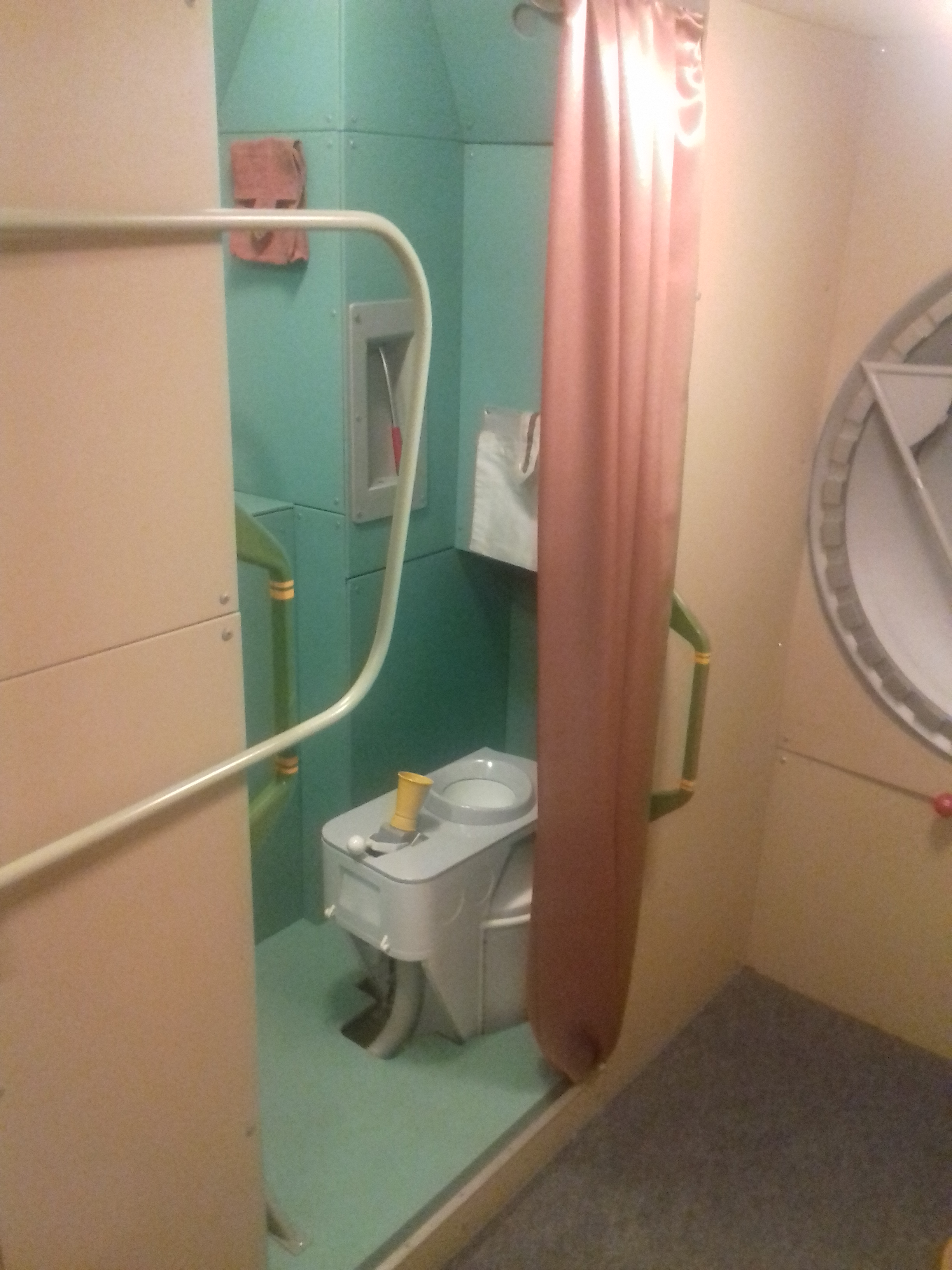
La toilette della MIR